# ملعب

صورة بانورامية لأحد الملاعب

الملعب (بالإنجليزية: Stadium)‏ هو مجمع رياضي، يضم مدرجات للجماهير/المشاهدين ومرافق تخدمهم، تحيط بمساحة في وسط الملعب وقد يكون في تلك المساحة ساحة ألعاب متعددة أو ملعب كرة قدم أو منصة يتحدث منها قائد سياسي، أو مسرح تقام عليه أعمال فنية، والساحة مزودة بوسائل وتجهيزات لتحقيق تلك الأنشطة وتقديم الخدمات المتصلة بها ومصممة لتمكين المتفرجين من مشاهدة الحدث جلوسا أو وقوفا. ويستخدم الملعب في الغالب وفي الأصل للأغراض الرياضية. والملعب بمعناه الحديث هو مكان مخصص لممارسة التمارين، أو الألعاب الرياضية، أو إقامة الحفلات أو غيرها من العروض والمناسبات في الهواء الطلق.

## أصل كلمة ملعب
اسم مكان من لعب، موضع اللَّعب ومصدر الفعل لعب، وهو مكان اللعب، يقابله بالإنجليزية كلمة (Stadium) وأصلها يوناني (باليونانية: στάδιον)‏ وتنطق شتاديون، والكلمة في الأصل تطلق للدلالة على وحدة قياس طولي تعادل حسب مقاسات اليوم 600 قدم (180 متر). ولكنها قد تختلف عند الأخذ بها في سياق تاريخي معين نظرا لأختلاف الأقدام البشرية في طولها من إنسان لآخر.

## التاريخ
يعود تاريخ بناء الملعب كمنشأة إلى القرن الأول قبل الميلاد حيث كانت تجرى الألعاب والمسابقات في اليونان القديمة وطبقا لباوسانياس المقدوني فقد كان ملعب أوليمبيا يستضيف الأوليمبياد الإغريقي والتي كانت تتكون ولمدة نصف قرن من حدث واحد هو سباق مسافته اجتياز طول ملعب أوليمبيا مرة واحدة، وكان الطول يقاس بوحدة قياسية هي ملعب ومنها اشتق أصل الكلمة المستخدمة للدلالة على الملعب.
اقدم ملعب معروف حتى الآن هو ملعب أولمبيا في غرب البيلوبوتيز في اليونان حيث جرت فيه الألعاب الأولمبية القديمة في سنة 776 قبل الميلاد وكانت هذه الألعاب تتكون في باديء الأمر من حدث واحد هو سباق العدو على طول الملعب. وقد تم العثور على بقايا وآثار ملاعب يونانية ورومانية في العديد من المدن ولعل اشهرها هو ملعب دوميتيان في روما. وكان أول ملعب استخدم في العصور الحديثة والوحيد خلال القرن التاسع عشر هو ملعب فاناسينايك phanathenaic الذي استضاف الألعاب الأولمبية في الأعوام 1870 و1875 و1896 و1906 و2004. وهناك ملعب آخر في تايوان يعمل بالطاقة الشمسية وينتج منها ما يحتاج الية لتشغيله.

## الملعب وميدان سباق الخيل والسيرك
وقد شكل ميدان سباق الخيل في اليونان القديمة النموذج الأساسي لكل من الملعب الروماني والسيرك الروماني. ويمكن ان يكون الملعب مشابها من حيث الحجم لميدان سباق الخيل، في حين يمكن ان تصل الطاقة الإستيعابية لجلوس المشاهدين في السيرك إلى خمس اضعاف ما هو عليه في الملعب وميدان سباق الخيل، ومع ذلك فإن ربط أحد هذه التسميات الثلاث مع بنية معينة ناتج عن فهم اصطلاحي أكثر من كونه انعكاس لأية مزية من مزايا حجمها المادي أو بنيته. وواقع الحال أن البنية ذاتها قد تعرف بعدة أسماء مختلفة من عصر لآخر، فعلى سبيل المثال كان ملعب دوميتيان يعرف أيضا بسيرك أجوناليس، وفي مثال آخر نجد بنية افروديسياس يشار إليها كملعب أو ميدان سباق الخيل في حين أن حجمها وبنيتها أشبه بحجم وبنية سيرك صغير.

## عناصر تكوين الملعب
يتكون الملعب من ثلاث عناصر اساسية من حيث بنيته وهي:
- ساحة اللعب
- مدرجات الجمهور
- اجهزة الخدمات والغرف الخاصة بالحكام والمدربين والحمامات وغيرها.

ويتم تصميم الملعب حسب الغرض منه فهناك ملاعب مصممة للعبة واحدة مثل كرة القدم وهناك ملاعب متعددة الاغراض. وتأخذ ساحة اللعب عدة اشكال هندسية فقد تكون مستطيلة أو مربعة أو دائرية أو بيضاوية وتكون محاطة بمدرجات الجمهور.

## أشكال الملعب
ويأخذ الملعب عدة أشكال بحيث يمكن التمييز بين ملاعب القبة عن الملاعب التقليدية بسقفها المحيط بها من كافة الجوانب وهي في الواقع ليست قباب بالمعنى المعماري الصرف بل أن بعضها يمكن وصفه بشكل أفضل بالقبو باعتباره يأخذ شكل القبو والبعض الآخر مدعوم بهياكل جملونات وثالث على هياكل معقدة قائمة على مايعرف بهيكل الانشدادية tensegrity، وهو نظام معماري تثبت فيه البنى بفضل توازن القوى المتعاكسة للانضغاط والشد.

## أنواع الجملونات في الملاعب
- جملونات انشائية مستوية.
- جملونات فراغية خمولتها في أكثر من مستوى كالقباب والقبوات والسطح الشبكي.
- جملونات انشائية معلقة العنصر الأساسي فيها هو الحامل على الشد.[4]